# 井上久吉

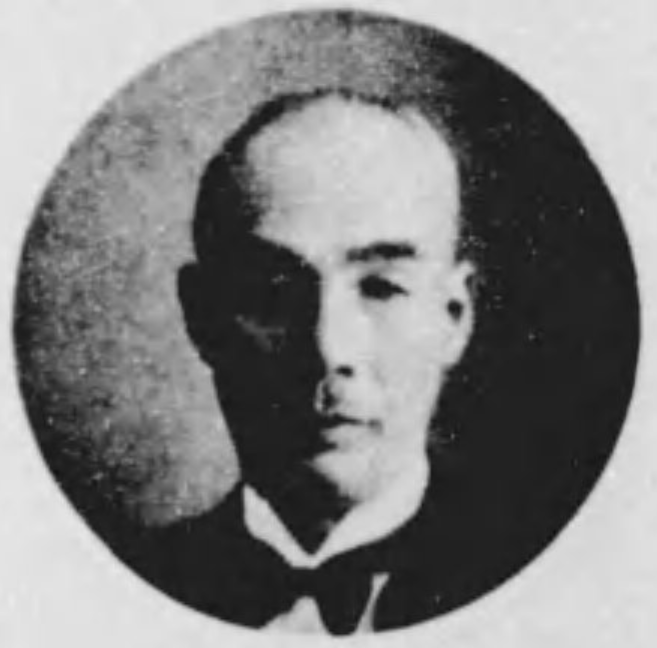
井上 久吉

井上 久吉（いのうえ ひさきち、1876年（明治9年）3月1日 - 1953年（昭和28年）3月16日）は、大正から昭和時代前期の政治家、実業家。愛媛県松山市長。

## 経歴・人物
愛媛県松山市湊町2丁目に生まれる。1887年（明治20年）家督を相続する。松山中学校（現・愛媛県立松山東高等学校）を経て、東京高等商業学校（現・一橋大学）を卒業。
松山紡績会社監査役、井上合名会社代表者を務める傍ら、松山市会議員となり、1922年（大正11年）から1926年（大正15年）まで市会議長を務めた。
1933年（昭和8年）11月17日に松山市長に推挙され就任。さらに1937年（昭和12年）再選したが、任期途中の1938年（昭和13年）7月に病気を理由に退任した。市庁舎の改築、上水道建設、松山城の復興、城山登山道路の開削、道路網の整備、社会教育・社会事業の振興、市政浄化などに尽力した。